# Ballada o bombere
Ballada o bombere (Inglés: Ballad of the Bomber / Ruso: Баллада о бомбере), es una película dirigida por Vitaliy Vorobyov.
La película se centra en Andrey, un piloto aéreo soviético, su radio-operador Katya y el navegante Georgiy, quienes se encuentran en Alemania nazi después de haber sobrevivido milagrosamente un aterrizaje forzoso en las secuencias de apertura. Los tres pronto se verán atrapados en una batalla entre los soldados alemanes y un grupo de guerrilleros rusos que viven en el bosque
Ese mismo año se estrenó la miniserie con el mismo nombre, Ballada o bombere, conformada por 8 episodios.

## Historia
Durante la Segunda Guerra Mundial, el avión soviético Túpolev Tu-2 del capitán Andrey Grivtsov y su tripulación se estrella en territorio ocupado por los nazis mientras llevaban a Katya (la prometida de Andrey), quien es la encargada de operar la radio y el código morse con un grupo de soldados. Aunque varios de los soldados del avión mueren Grivtsov y Katya se salvan milagrosamente, mientras que Linko también sobrevive luego de saltar en paracaídas del avión. Pronto cada uno debe volver hacia sus propias fuerzas, mientras que deben de realizar tareas militares y mantenerse con vida mientras los alemanes y algunos aliados los atacan. 
Las cosas se complican cuando en el proceso Andrey descubre que se ha cometido un acto de sabotaje en la operación desde antes que despegaran. Otro obstáculo para el capitán es el capitán de SMERSH, quien busca castigar a Andrey luego de que lo confrontara mientras defendía a su amigo el soldado Dima, del coronel.

## Reparto

### Personajes principales
- Nikita Efremov como el Mayor Cpt. Andrey Konstantinovich Grivtsov, un soldado que busca descubrir la verdad luego de que su avión fuera atacado y cayera durante una operación, mientras que intenta encontrar a su prometida Katya, luego de separarse al caer en territorio hostil.
- Ekaterina Astakhova como la operadora Sgt. Katherina "Katya" Flerova, quien es la encargada de operar la radio. Katya es la prometida de Andrey. Cuando Wanda se suicida luego de ser descubierta Karya ocupa su lugar como infiltrada en el cuartel alemán.
- Aleksandr Davydov como el teniente Tte. Georgiy "Zhora" Linko, el navegador de Andrey. Linko al intentar salvarse se convierte en un traidor e intenta matar a Andrey. Luego de traicionar a su patria Linko se convierte en comandante del escuadrón alemán encargad de matar a toda la gente que ayude a los guerrilleros y Holt le da el apodo de agente "Bridegroom". Al final Linko muere ahogado luego de ser perseguido por los guerrilleros después de descubrir que era un traidor.

### Personajes secundarios
- Nina Usatova como la comandante Mariya Savchuk, la jefa de la guerrilla Budyonny.
- Dirk Martens como el agente alemán Capitán Holt, un oficial nazi, al final Holt se suicida dándose un tiro en la cabeza luego de enterarse de que el Führer ordenara su detención por no haber logrado la operación que le habían encargado con éxito.
- Egor Barinov como el Mayor Deryabin, el comandante del grupo de misiones especiales de la unidad militar 74200 de la NKVD, quien ayuda a Andrey.
- ¿? como el capitán Senia Yurkin, un oficial de la unidad militar 74200 de la NVKD encargado de las operaciones de la unidad, quien junto al Mayor Deyabin ayudan a Andrey.
- ¿? como el soldado Sonia, un oficial de la unidad de Andrey y su amigo. Sonia muere cuando su avión es atacado por los alemanes.
- Oleg Primogenov como Aleksey Alekseevich Parkhomenko, es un miembro de la guerrilla y el enlace entre la guerrilla y el equipo del mayor Deryabin. Parkhomenko encuentra a Andrey vivo en el campamento y le dice a Katya.
- ¿? como Grinia, un miembro de la guerrilla que ayuda a Katya cuya religión no cree en el uso de armas o violencia. Grinia se enamora de Lena y le pide que se case con él. Es asesinado por Loki, luego de que Grinia lo viera dispararle a Andrey.
- ¿? como Kolka "Kolia" Voloshin, un miembro de la guerrilla, que es enviado por Mariya para ayudar a Katya mientras realiza las transmisiones. Voloshin borracho intenta abusar de Katya pero Grinia la salva golpeándolo. Kolia se disculpa y la lleva con unas mujeres que pueden ayudarlas a encontrar a Andrey. Voloshin se enamora de Katya aunque ella no le corresponde.
- Yuriy Gurev como Fomich, un miembro de la guerrilla.
- ¿? como el mayor Dima Gorodnichiy, un soldado y miembro del equipo de Andrey. Muere luego de que el avión en el que viajaban fuera atacado por los alemanes.
- ¿? como el soldado Nikodimych, un oficial del grupo de Andrey.
- Maksim Vazhov como Semen Kryshchuk, un oficial ruso convertido en policía alemán que apresa a Andrey y lo lleva a la estación alemana. Kryshchuk ayuda a Andrey a escapar de las torturas de Nikolay y lo aconseja de mentir para que sea enviado a un campamento de prisioneros en vez de ser asesinado. Kryshchuck termina siendo enviado al grupo liderado por Linko y posteriormente por Tolia, Kryshchuk mata a Tolia para permitirle a Andrey escapar. Es asesinado luego de que uno de sus oficiales le disparara varias veces en la espalda.
- Vasily Slusarenko como el doctor Dr. Stepa Nikolay, un médico alemán que realiza brutales torturas a soldados rusos. Andrey logra escapar y mata a Nikolay. Stepa muere luego de que el mayor Deryabin lo acuchillara.
- Aleksey Shemes como Tolia Riadnov, un preso en el campamento alemán, que se convierte en el segundo al mando del grupo liderado por Linko, creado por el oficial alemán Holt, para destruir todo lo que amenace al Führer. Riadnov se convierte en el nuevo comandante del grupo quien gracias a Liza logra capturar a Andrey, Kryshchuk lo asesina para ayudar a Andrey a escapar.
- Victoria Malektorovych como la agente Wanda Kolben, es una partidaria de la guerrillera, que se infiltra en las oficinas del oficial alemán Holt, como su secretaria. Cuando Wanda es descubierta por Holt en su oficina se suicida lanzándose de la ventana.
- Igor Gnezdilov como Fedka Parshin, es un miembro de la guerrillera, casado y con dos hijos. Mariya se enfurece cuando lo ve teniendo relaciones con Lena.
- Nataliya Vasko como Dr. Svetlana "Sveta" Aleksandrova Parkhomenko, es una médico del hospital, partidaria de la guerrillera y esposa de Aleksey Parkhomenko.
- ¿? como Sergey Parkhomenko, es hijo de la doctora Svetlana y del soldado Aleksey Parkhomenko, Sergey es un partidario de la guerrillera.
- ¿? como el teniente coronel Lt. Kulik Bizin, un oficial ruso.
- Vladislav Abashin como Grigoriy.
- Boris Kamorzin como el coronel Vasiliy Filipovich, el jefe de Andrey, a quien protege de Polevoy.
- Timofey Tribuntsev como el capitán Cpt. Polevoy, un oficial ruso del departamento especial que busca la forma de encarcelar a Andrey luego de tener un enfrentamiento con él.
- Aleksandr Suvorov como el coronel Kulik, cabeza de la contrainteligencia soviética.
- Alexander Fuchs como Walter Kholta, un soldado alemán que ayuda a Katya a buscar a Andrey sólo porque ella lo ayudó buscando unas llaves que había perdido, poco después le ofrece un trabajo a Katya como secretaria en el cuartel alemán. Walter es asesinado de un disparo por su jefe Holt, luego de decirle que el Führer había ordenado su detención.
- Taras Denisenko como el oficial Doznavatel, quien le dice a Andrey que mienta para que lo manden al campamento de prisioneros y no lo maten.
- Sergey Kalantay como el mayor fon Lippe, un oficial alemán.
- Darya Ekamasova como Vladilena "Lena", es una enfermera de la guerrillera, Mariya la reprende luego de descubrirla acostándose con Fedka. Grinia se enamora de ella y le pide que se casen, y ella acepta.
- Ekaterina Kisten como la oficial Zina, una oficial rusa encargada de los mensajes.
- ¿? como S. Siryk, un oficial que lleva el transmisor a los alemanes luego de recuperarlo. Siryk muere luego de un enfrentamiento con Andrej y Katya por recuperar el transmisor.
- Henning Kober	como un militar dentro de las SS alemana.
- Andrey Gusev como Nosov Pavel Valentinovich, un exmaestro soviético que se ve forzado a trabajar como un oficial del cuartel alemán.
- ¿? como Pasha, es un miembro de la guerrillera.
- ¿? como Ivan, es un miembro de la guerrillera
- ¿? como Stepa, es un miembro de la guerrillera, muere durante un ataque de minas de los alemanes.
- ¿? como Pokobtsev, es un miembro de la guerrillera, muere durante un enfrentamiento contra los alemanes.
- ¿? como Lisov, es un miembro de la guerrillera, muere por las heridas que sufre durante un ataque de minas de los alemanes.
- ¿? como Parshin, es un miembro de la guerrillera.
- ¿? como Maksim, es un miembro de la guerrillera.
- ¿? como Mikhei, es un miembro de la guerrillera.
- Maksim Nikitin como Kobylkin, un oficial en el campo alemán, que termina formando parte del grupo de los alemanes liderado por Linko.
- ¿? como Klimov, un oficial en el campo alemán, que termina formando parte del grupo de los alemanes liderado por Linko.
- ¿? como Lekha, un oficial en el campo alemán, que termina formando parte del grupo de los alemanes liderado por Linko.
- ¿? como Maria Ivanovna, una mujer que trabaja limpiando la ropa para los alemanes y las lleva a los campamentos, Maria fue maestra de geografía de Kolia Voloshin. Kolia lleva a Katya con ella para que la ayude a encontrar a Andrey en el campamento.
- ¿? como el capitán Zorin, un oficial de la unidad del Mayor Deyabin.
- ¿? como Hans un oficial alemán que trabaja en uno de los campos de concentración.
- ¿? como Aleksey un hombre que lleva a las mujeres que limpian la ropa de los alemanes a los campos.
- ¿? como Vadia un oficial alemán, encargado del paso del puente.
- ¿? como Vasyl un oficial alemán, encargado del paso del puente.
- ¿? como Andrey Grivtsov Jr., hijo del mayor Andrey Grivtsov y la sargento Katya Flerova.
- Viktoriya Tolstoganova como Elizaveta "Liza" Botina, una mujer viuda con dos hijos que encuentra a Andrey herido después de escaparse del campo de prisioneros y mientras lo cura se enamora de él, aunque él no le corresponde. Por celos Liza le revela su ubicación a Tolia Riadnov, quien ahora es el comandante del equipo de Linko.
- ¿? como Stepan Ivanocih, soldado ruso enamorado de Katya aunque ella no le corresponde.
- ¿? como Karataev, soldado ruso acusado de traicionar a la patria y ejecutado.
- Evgeniy Efremovv como Koval.
- ¿? como el soldado Kotelnikov.
- Yuriy Loparev como un policía.
- Aleksandr Ignatusha como un policía.
- Oleg Kostiukov.
- Sergey Strelnikov.
- Stanislav Shchyokin.
- Nina Antonova.
- Timur Savin.
- Polina Voynevich.

## Producción
La película fue dirigida por Vitaliy Vorobyov y escrita por Mikhail Veller y Arkadiy Tigay.

## Premios y nominaciones
| Año  | Categoría                                                              | Premio             | Nominado                                                          | Resultado |
| ---- | ---------------------------------------------------------------------- | ------------------ | ----------------------------------------------------------------- | --------- |
| 2012 | Best TV film\series                                                    | Golden Eagle Award | Victor Mirsky, Film.ua y Kinokompaniya Shpil                      | Nominados |
| 2012 | TV Fiction                                                             | Prix Europa Award  | Victor Mirsky, Film.ua y Kinokompaniya Shpil                      | Nominados |
| 2012 | Outstanding Visual Effects in a Broadcast Miniseries, Movie or Special | VES Award          | Igor Gotsulyak, Dmitriy Kolesnik, Egor Olesov y Dmitry Ovcharenko | Nominados |